# Възнесение Господне (Владимирово)
„Възнесение Господне/Христово“ или „Свети Спас“ (на македонска литературна норма: „Вознесение Господне“, „Свети Спас“) е възрожденска православна църква в беровското село Владимирово, Северна Македония. Част е от Струмишката епархия на Македонската православна църква – Охридска архиепископия.
Храмът започва да се гради в 1840 година и е осветен в 1842 година. През годините освен църква сградата е и училище и полицейски участък. В църквата е открит „Летопис на църквата на Св. Вознесение Христово“, както и приходно-разходна книга с детайли за сградата, инвентара, изграждането на нова училищна сграда, разходи.
В архитектурно отношение е трикорабна базилика с полукръгла апсида на изток. Впечатляващи са десетте дървени стълбове, издялани в шестостранни правилни призми. Иконите на иконостаса са работени в Света гора и са дар от местното население.
На 1 ноември 2014 година църквата изгаря напълно, като остават само каменните стени, кръщелнята и камбанарията. Интериорът заедно със старите ценни икони е унищожен напълно. След пожара много видни личности дават пари за обновлевние на храма – Благой Ханджиски, Снежана и Любчо Георгиевски, Фондацията „Д-р Михаил Левенски“ и други.